# Трёхгорный
Трёхго́рный — ЗАТО в Челябинской области России. Население составляет 32 478 человек (2021 г.).

## География
ЗАТО находится на расстоянии около 100 км от Златоуста, рядом с городом Юрюзань. Расположен на реке Юрюзань.
Вне черты ЗАТО находятся горы Завьялиха, Змеева, озеро Пионерский.

### Границы ЗАТО
ЗАТО Трёхгорный граничит с землями Саткинского муниципального района (протяжённость границы — 1,9 км) и Катав-Ивановского муниципального района (протяжённость границы — 71,9 км).

## История
Постановлением Совета Министров СССР от 24 января 1952 года № 342—135сс/оп было принято решение о строительстве завода № 933 (Приборостроительный завод — ПСЗ) по производству комплектующих атомных бомб. Директором завода был назначен Константин Дмитриевич Карягин (кастет), ранее возглавлявший серийный завод № 551 КБ-11.
9 апреля 1952 года в район Василовка города Юрюзани, на железнодорожную станцию Красная Горка, прибыл первый эшелон строителей.
17 марта 1954 года создан рабочий посёлок при п/я 17 (союзном заводе № 933).
1 августа 1955 года завод приступил к выполнению первого государственного заказа. В августе того же года были выпущены две тактические авиационные атомные бомбы РДС-4 «Татьяна».
27 октября 1955 года рабочий посёлок переведен в районное подчинение с названием Златоуст-20.
14 апреля 1959 года был создан Уральский завод стальных военных конструкций специального назначения (Завод «Уралвоенкон-СН»).
1 января 1959 года Златоуст-20 переименован в Златоуст-36.
29 октября 1993 года Златоуст-36 переименован в Трёхгорный и введён в состав административно-территориального деления Челябинской области.

## Население
| 1996    | 2000    | 2001    | 2002    | 2003    | 2005    | 2006    |
| ------- | ------- | ------- | ------- | ------- | ------- | ------- |
| 30 800  | →30 800 | ↗31 000 | ↗34 290 | ↗34 300 | ↗34 500 | ↘34 400 |
| 2007    | 2008    | 2009    | 2010    | 2011    | 2012    | 2013    |
| ↗34 700 | ↘34 600 | ↘34 451 | ↘33 670 | ↗33 700 | ↘33 262 | ↘33 002 |
| 2014    | 2015    | 2016    | 2017    | 2018    | 2019    | 2020    |
| ↘32 789 | ↘32 540 | ↘32 521 | ↘32 355 | ↗32 715 | ↘32 613 | ↗32 665 |
| 2021    | 2023    |         |         |         |         |         |
| ↘32 463 | ↗32 478 |         |         |         |         |         |

На 1 января 2025 года по численности населения город находился на неизвестно-м месте из 1124 городов Российской Федерации.
По возрастным группам структура населения следующая:
- моложе трудоспособного возраста — 16,4 %,
- трудоспособного возраста — свыше 62,2 %,
- старше трудоспособного возраста — около 21,4 %.

## Экономика
В ЗАТО зарегистрировано 635 организаций, из которых около 200 относится к категории крупных и средних.
Основное предприятие — «Приборостроительный завод» (занимается производством ядерных боеприпасов).
Неподалёку от Трёхгорного проходит граница обладающего уникальной флорой и фауной Южно-Уральского заповедника, который располагается на территории Челябинской области и Башкортостана.

## Транспорт
С автовокзала следуют рейсы в Челябинск (Златоуст, Бакал, Сатка), Уфу (Сим, Аша), Юрюзань, Вязовая.

## Образование
- МКОУ «Средняя общеобразовательная школа № 106»
- МБОУ «Средняя общеобразовательная школа № 108»
- МБОУ «Средняя общеобразовательная школа № 109»
- МБОУ «Средняя общеобразовательная школа № 110»
- МБОУ «Средняя общеобразовательная школа № 112»
- МКС(К)ОУ для обучающихся, воспитанников с ОВЗ «Специальная (коррекционная) общеобразовательная школа-интернат № 111 VIII вида»
- МВ(С)ОУ «Центр образования»
- Трёхгорный технологический институт — филиал ФГАОУ ВО «Национальный исследовательский ядерный университет „МИФИ“»

## Спорт
На склонах горы Завьялиха расположился горнолыжный комплекс.
- МБУ ДОД «Специализированная детско-юношеская спортивная школа № 1»
- МКОУ ДОД «Специализированная детско-юношеская спортивная школа по дзюдо»

## Культура
Музыка Трёхгорного 2000х
На улице Мира расположен Дворец культуры «Икар», существующий с 1971 года.
Также в Трёхгорном есть Центральная городская библиотека, появившаяся в 1956 году. С 1964 года библиотека занимает здание на улице Калинина, рассчитанное на 100 тысяч томов.

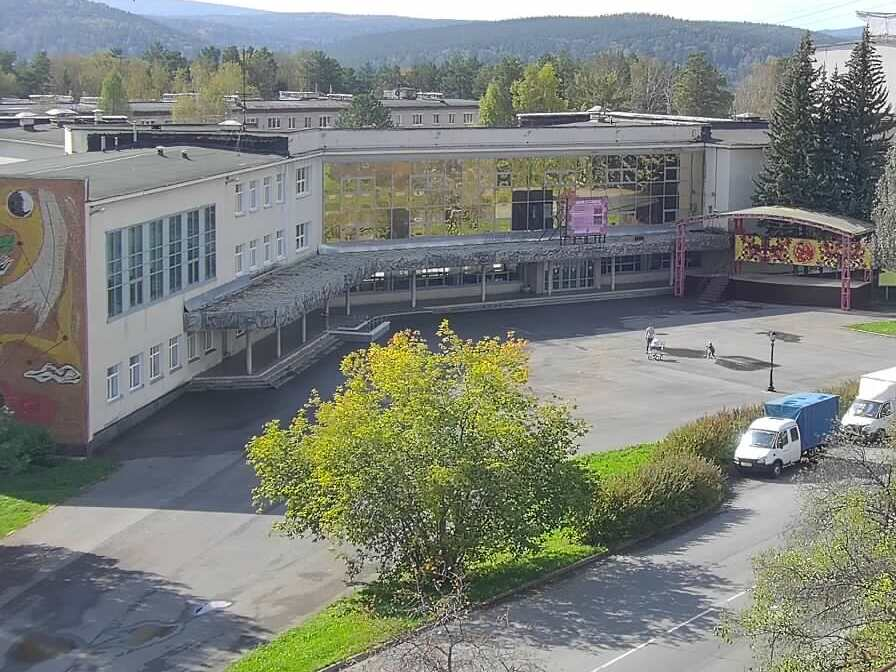
Дворец культуры «Икар», снимок с уличной камеры

## Религия
Православные храмы
- Церковь Покрова Пресвятой Богородицы
- Церковь Луки (Войно-Ясенецкого)
- Церковь иконы Божией Матери «Неопалимая Купина»

Мечети
- Мечеть